# 佐藤敏夫 (神学者)
佐藤 敏夫（さとう としお、1923年1月1日 - 2007年6月5日）は、日本のキリスト教神学者、東京神学大学名誉教授。
山形県出身。慶應義塾大学中退、ハートフォード神学大学卒業、神学博士。東京神学大学教授、学長を務め、1991年退職、名誉教授。
2006年にキリスト教功労者を受賞。

## 著書
- 近代の神学 （新教出版社 1964年）
- キリスト教と近代文化 近代プロテスタント思想史 （新教新書 1964年）
- 日本のキリスト教と神学 （日本基督教団出版局〔現代と教会新書〕 1968年）
- プロテスタンティズムと現代 文化神学序説 （新教出版社〔今日のキリスト教双書〕 1970年）
- 忍耐について （日本基督教団出版局 1975年）
- 宗教の喪失と回復 運命としての世俗化とキリスト教 （日本基督教団出版局 1978年5月）
- 高倉徳太郎とその時代 （新教出版社 1983年7月）
- 神と世界の回復 （ヨルダン社 1986年9月）
- 救済の神学 （新教出版社 1987年8月）
- レジャーの神学 （新教出版社 1988年8月）
- 時間に追われる人間 （新教出版社 1990年1月）
- 永遠回帰の神話と終末論 人間は歴史に耐えうるか （新教出版社 1991年2月）
- キリスト教信仰概説 （ヨルダン社 1991年3月）
- 「ローマ書」を読む （教文館 1992年8月）
- キリスト教神学概論 （新教出版社 1994年3月）
- 福音の原点 1-2 （新教出版社 1996年）
- 日本人は宗教が分かっているか （新教出版社〔福音の原点〕 1997年6月）
- 植村正久 （新教出版社〔植村正久とその弟子たち 1〕 1999年4月）
- 近代キリスト教思想史 1 （新教出版社 1999年11月）

## 編著
- 世界教育宝典 キリスト教教育編 第5 シュペーナー、トレルチ、ブルンナー他 （玉川大学出版部 1969年）
- 教義学講座 1-3 （高尾利数共編 日本基督教団出版局 1970年-1974年）
- 講座現代世界と教会 1-2 （竹中正夫、佐伯洋一郎共編 日本基督教団出版局 1970年-1971年）

## 翻訳
- バルト自伝 （新教新書 1961年）
- 危機の神学（ブルンナー 世界思想教養全集） （河出書房新社 1963年）
- 19世紀のプロテスタント神学 上 カール・バルト著作集 11 （岩波哲男、小樋井滋、高尾利数共訳 新教出版社 1971年）
- 近代プロテスタント思想史 （パウル・ティリッヒ 新教出版社〔現代神学双書〕 1976年12月）
- ティリッヒ著作集 別巻3 キリスト教思想史 2 宗教改革から現代まで （白水社 1980年4月）
- 勝利者キリスト 贖罪思想の主要な三類型の歴史的研究 （グスターフ・アウレン 内海革共訳 教文館 1982年8月）
- ブルンナー著作集 第3巻 教義学 2 （教文館 1997年10月）

## 記念論集
- 福音の神学と文化の神学 佐藤敏夫先生献呈論文集 （倉松功、近藤勝彦編 教文館 1997年12月）